# Mistrovství České republiky v atletice 2018
49. mistrovství České republiky v atletice 2018 se uskutečnilo ve dnech 28.–29. července 2018 na městském stadionu Sletiště v Kladně, pořadatelem je místní klub AC Tepo Kladno.

## Medailisté

### Muži
| Soutěž                           | Zlato                                   | Stříbro                                     | Bronz                                |
| 100 m                            | Zdeněk Stromšík 10.43                   | Jan Veleba 10.55                            | David Kolář 10.57                    |
| 200 m                            | Jan Jirka 20.75                         | David Kolář 21.02                           | Jiří Kubeš 21.26                     |
| 400 m                            | Pavel Maslák 46.09                      | Patrik Šorm 46.64                           | Michal Desenský 46.69                |
| 800 m                            | Lukáš Hodboď 1:47.36                    | Jan Kubista 1:48.74                         | Lukáš Symerský 1:48.82               |
| 1500 m                           | Jan Friš 3:55.06                        | Jan Sýkora 3:55.32                          | Daniel Kotyza 3:55.33                |
| 5000 m                           | Jakub Zemaník 14:29.69                  | Jakub Holuša 14:44.45                       | Dominik Sádlo 14:52.28               |
| 10000 m Brno 28. 4. 2018         | Lukáš Olejníček 31:30.26                | David Kákona 31:54.89                       | Kamil Krunka 31:57.89                |
| Maratonský běh Praha 6. 5. 2018  | Jiří Homoláč 2:20:09                    | Petr Pechek 2:20:30                         | Vít Pavlišta 2:22:25                 |
| 110 m př.                        | David Sklenář 14.20                     | David Ryba 14.22                            | Jiří Kubeš 14.33                     |
| 400 m př.                        | Michal Brož 50.16                       | Martin Tuček 50.50                          | Jan Tesař 50.54                      |
| 3000 m př.                       | Jáchym Kovář 09:01.97                   | Lukáš Olejníček 09:06.75                    | Jan Janů 09:10.05                    |
| 4 × 100 m                        | Řehák Holub Jíra Hampl 41.43            | Grabmuller Tlustý Svoboda J. Chlopčík 41.55 | Žouželka Benda Netymach Kadlec 42.46 |
| 4 × 400 m                        | A Šnajdr Tlustý Chlopčík Šnejdr 3:13.05 | Ryba Hybner Hodboď Müller 3:15.68           | Maruštík Větrovský Rež Kubeš 3:16.22 |
| Skok do výšky                    | Jaroslav Bába 2.14                      | Matyáš Dalecký 2.10                         | Matěj Klukan 2.10                    |
| Skok o tyči                      | Jan Kudlička 5.50                       | Dan Bárta 5.21                              | Matěj Ščerba 5.06                    |
| Skok daleký                      | Radek Juška 7.92                        | David Holý 7.19                             | Jan Doležal 7.19                     |
| Trojskok                         | Jiří Vondráček 15.49                    | Jiří Zeman 15.46                            | Zdeněk Kubát 15.37                   |
| Vrh koulí                        | Tomáš Staněk 21.52                      | Martin Novák 18.74                          | Filip Litavský 16.22                 |
| Hod diskem                       | Tomáš Voňavka 57.87                     | Jan Marcell 57.08                           | Jakub Forejt 53.94                   |
| Hod kladivem                     | Miroslav Pavlíček 69.18                 | Michal Fiala 66.60                          | Lukáš Melich 63.83                   |
| Hod oštěpem                      | Petr Frydrych 83.85                     | Jaroslav Jílek 78.09                        | Štěpán Mikoška 71.69                 |
| Desetiboj                        | Jan Doležal 8 033 bodů                  | Marek Lukáš 7 814 bodů                      | Tomáš Pulíček 7 104 bodů             |
| 20 km chůze Poděbrady 7. 4. 2018 | Lukáš Gdula 1:31:04                     | Vít Hlaváč 1:32:40                          | Tomáš Hlavenka 1:36:19               |
| 50 km chůze                      | zrušeno                                 | zrušeno                                     | zrušeno                              |

### Ženy
| Soutěž                           | Zlato                                       | Stříbro                                                | Bronz                                              |
| 100 m                            | Klára Seidlová 11.64                        | Marcela Pírková 11.86                                  | Lucie Domská 12.00                                 |
| 200 m                            | Jana Slaninová 23.72                        | Barbora Dvořáková 24.26                                | Nicoleta Turnerová 24.50                           |
| 400 m                            | Alena Symerská 53.02                        | Zdeňka Seidlová 53.08                                  | Lada Vondrová 53.72                                |
| 800 m                            | Simona Vrzalová 2:10.64                     | Diana Mezuliáníková 2:10.65                            | Kristiina Sasínek Mäki 2:12.27                     |
| 1500 m                           | Lucie Sekanová 4:21.54                      | Renata Vocásková 4:31.64                               | Karolína Sasynová 4:32.62                          |
| 5000 m                           | Kristiina Sasínek Mäki 16:34.69             | Moira Stewartová 16:40.09                              | Barbora Jíšová 16:52.49                            |
| 10000 m Brno 28. 4. 2018         | Moira Stewartová 35:52.37                   | Barbora Jíšová 36:28.30                                | Adéla Stránská 37:41.24                            |
| Maratonský běh Praha 6. 5. 2018  | Petra Pastorová 2:48:40                     | Marcela Joglová 2:49:17                                | Ivana Sekyrová 2:49:51                             |
| 100 m př.                        | Lucie Koudelová 13.75                       | Nikoleta Jíchová 13.76                                 | Helena Jiranová 13.76                              |
| 400 m př.                        | Zuzana Hejnová 56.08                        | Martina Hofmanová 58.67                                | Kateřina Ulrichová 58.93                           |
| 3000 m př.                       | Eva Krchová 10:11.69                        | Barbora Jíšová 10:32.94                                | Tereza Hrochová 10:46.92                           |
| 4 × 100 m                        | A Domská Pírková Hofmanová Jiranová 45.44   | Rabiňáková Kubicová Kaletová Kotková 48.82             | Káclová Edlová Hanzlíková Votinská 56.13           |
| 4 × 400 m                        | Bičianová Chrpová Šimková Hofmanová 3:45.48 | Muzikantová Krupařová Řehounková Mezulianíková 3:47.13 | Kratochvílová Vocásková Jirmanová Seidlová 3:48.87 |
| Skok do výšky                    | Michaela Hrubá 1.88                         | Lada Pejchalová 1.82                                   | Nikola Strachová a Kateřina Cachová 1.77           |
| Skok o tyči                      | Amálie Švábíková 4.25                       | Zuzana Pražáková 4.01                                  | Aneta Morysková 4.01                               |
| Skok daleký                      | Adéla Záhorová 6.29                         | Michaela Kučerová 6.09                                 | Kateřina Cachová 6.01                              |
| Trojskok                         | Lucie Májková 12.93                         | Šárka Buranská 12.75                                   | Karolína Černá 12.64                               |
| Vrh koulí                        | Markéta Červenková 16.39                    | Jana Kárníková 15.09                                   | Petra Klementová 14.82                             |
| Hod diskem                       | Eliška Staňková 56.76                       | Barbora Tichá 47.99                                    | Natálie Veselá 46.38                               |
| Hod kladivem                     | Kateřina Šafránková 66.98                   | Tereza Králová 64.64                                   | Kateřina Chlupová 63.81                            |
| Hod oštěpem                      | Nikola Ogrodníková 62.24                    | Irena Šedivá 57.30                                     | Jarmila Jurkovičová 51.98                          |
| Sedmiboj                         | Barbora Zatloukalová 5 557 bodů             | Kateřina Dvořáková 5 538 bodů                          | Anna Kerbachová 5 407 bodů                         |
| 20 km chůze Poděbrady 7. 4. 2018 | Anežka Drahotová 1:32:22                    | Lenka Borovičková 1:59:57                              | Naděžda Dušková 2:03:26                            |